# Entoloma prunuloides
Entoloma prunuloides (Elias Magnus Fries, 1821 ex Lucien Quélet, 1872), sin. Rhodophyllus prunuloides (Elias Magnus Fries, 1821 ex Lucien Quelet, 1886), din încrengătura Basidiomycota,  în familia Entolomataceae și de genul Entoloma denumit în popor burete (bureți) de prun, este o specie de ciuperci necomestibile mai rară și saprofită. Bureții se pot găsi în România, Basarabia și Bucovina de Nord, crescând în pajiști forestiere, pajiști sărace, pășuni nefertilizate, pe lângă ienuperi chiar și prin parcuri, preferat la altitudini ceva mai înalte, de la deal la munte, din (iulie) august  până toamna târziu.
Epitetul nu are nimic de afacere cu prunul, ci se trage din cuvântul latin (latină pruinosus=brumat).

## Istoric
Specia a fost descrisă pentru prima dată de renumitul savant suedez Elias Magnus Fries sub denumirea Agaricus prunuloides în 1821 și transferată de micologul francez Lucien Quélet mai întâi la genul Entoloma (1872), apoi la cel creat de el,  Rhodophyllus, în 1886. Prima sa denumire s-a impus și este valabilă până în prezent (2018).
Celelalte încercări de redenumire sunt neglijabile, nefiind folosite.

## Descriere

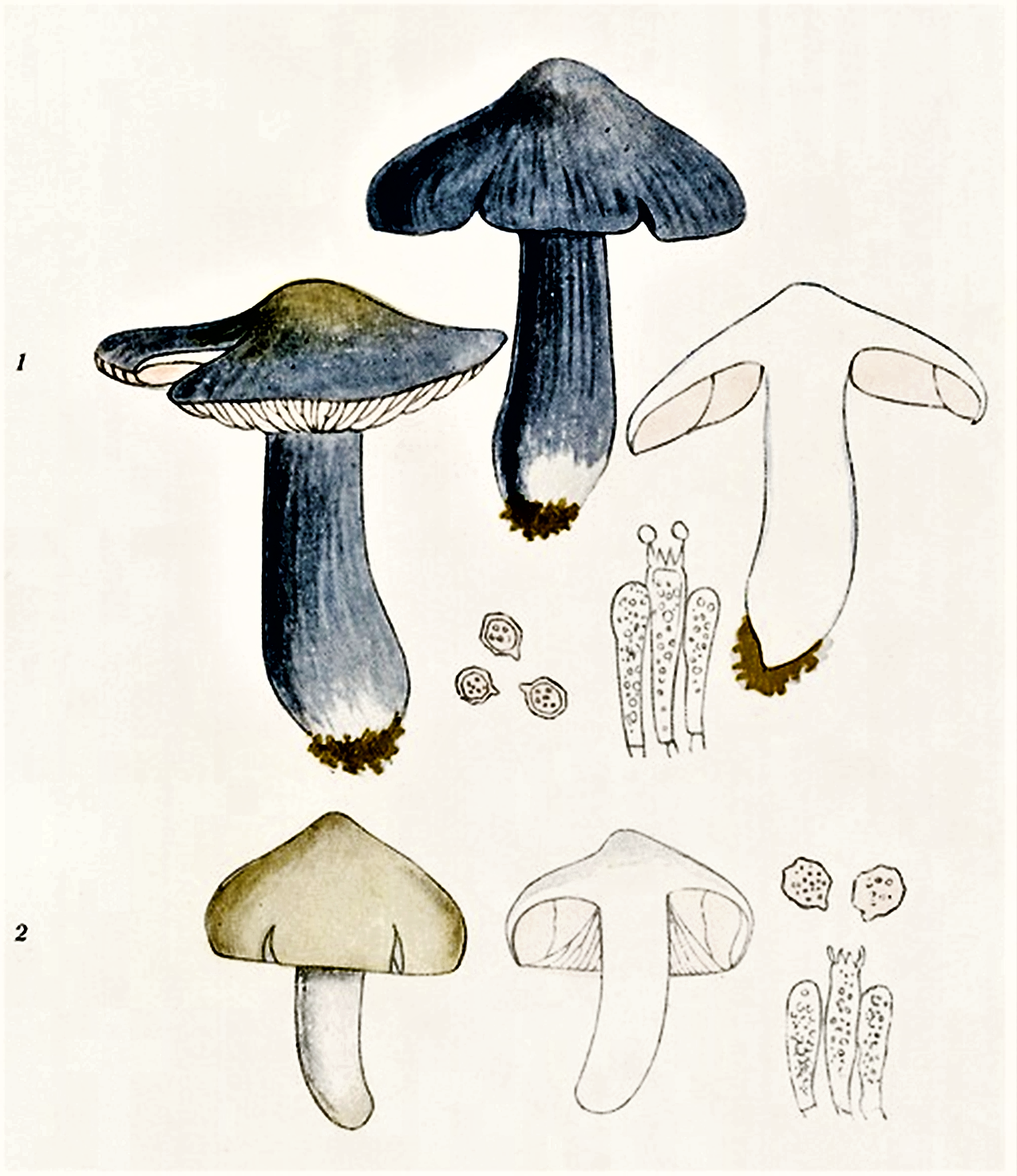
Bres.: 1. E. bloxamii și 2. E. prunuloides

Ordinul Agaricales este de diversificare foarte veche (între 178 și 139 milioane de ani), începând din timpul perioadei geologice în Jurasic în diferență de exemplu cu genul Boletus (între 44 și 34 milioane de ani).
- Pălăria: are un diametru de 4-8 cm, este destul de cărnoasă și fibroasă, nu higrofană, mai întâi boltit-conică, devenind apoi convexă și în final plată, cu marginea ondulată precum un gurgui mic și țuguiat în mijloc. Cuticula arată fibre verticale, este netedă cu un aspect lucios, la umezeală unsuros. În tinerețe pare să fie presărată de un praf albicios, adică brumată, asemănător prunelor. Coloritul variază, de la albicios și albicios-gălbui, peste un maroniu ca de argilă, la gri-maroniu și  brun-cenușiu.
- Lamelele: stau distanțat, sunt sinuoase, late, bifurcate, cu lameluțe intercalate și bontit aderate la picior, fiind inițial albe până deschis gri-albicioase, apoi rozalbii, datorită culorii pulberii ale sporilor.
- Piciorul: are o înălțime de 3-8 (12) cm și o grosime de 1-1,3 (2) cm, este, cilindric și îngroșat spre bază, fibros-cărnos, plin, fiind superficial semilucios și alb, striat longitudinal cu dungi maronii precum ușor canelat. El nu poartă un inel.
- Carnea: este crem-albicioasă și relativ fermă, tare și fibroasă. Ciuperca este de gust blând cu un miros insistent de faină cu nuanțe de castravete.
- Caracteristici microscopice: are spori cu o mărime de 6,5-9 x 6,5-8 microni, o membrană subțire și sunt colțuros-sferici, aproape hexagonali. Pulberea lor este de un roz deschis. Basidiile cu 4 sterigme au o formă de măciucă și măsoară 32-36 x 8-10 microni.[4]
- Reacții chimice: nu sunt cunoscute.[3][4]

## Confuzii
Buretele poate fi confundat în primul rând cu gemenul său comestibil Entoloma clypeatum, mai departe cu specii comestibile și toxice ale aceluiași gen, cum sunt între altele: Entoloma bloxamii (comestibil), Entoloma excentricum (necomestibil) sau Entoloma hiemale (necomestibil), Entoloma sepium (comestibil, cuticulă mai deschisă, crește sub porumbar), Entoloma sinuatum (otrăvitor), dar și cu bureți altor genuri, ca de exemplu Hygrophorus russula (comestibil), Lepista glaucocana (comestibil), Lepista irina (comestibil), Pluteus cervinus (comestibil), Tricholoma acerbum (necomestibil), Tricholoma album (necomestibil),  Tricholoma inamoenum (necomestibil), Tricholoma lascivum (necomestibil), Tricholoma pseudoalbum (necomestibil), Tricholoma scalpturatum (comestibil), sau Tricholoma terreum (comestibil),. Foarte periculoasă este confuzia cu specii din genul Inocybe, toate fiind grav toxice până letale, cum ar fi: Inocybe cookei (otrăvitor), Inocybe erubescens sin. Inocybe patouillardi (letal), Inocybe grammata (otrăvitor), Inocybe mixtilis (otrăvitor), Inocybe napipes (otrăvitor, carnea tăiată devine ușor maronie, crește mai târziu), Inocybe pudica (otrăvitor), Inocybe rimosa sin. Inocybe perlata (otrăvitor), Inocybe splendens (foarte otrăvitor) sau Inocybe squamata (foarte otrăvitor).

## Specii asemănătoare

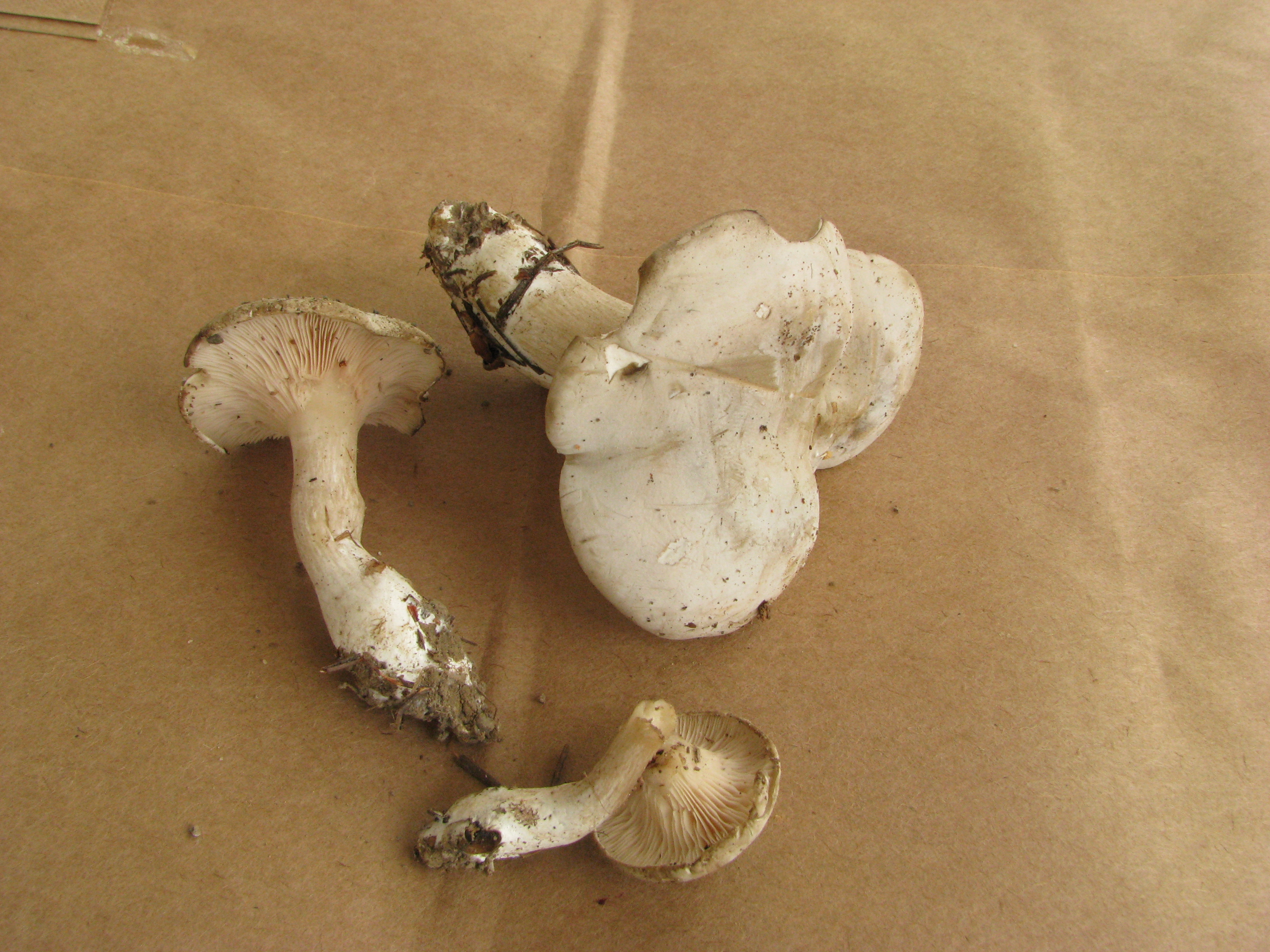
Clitopilus prunulus
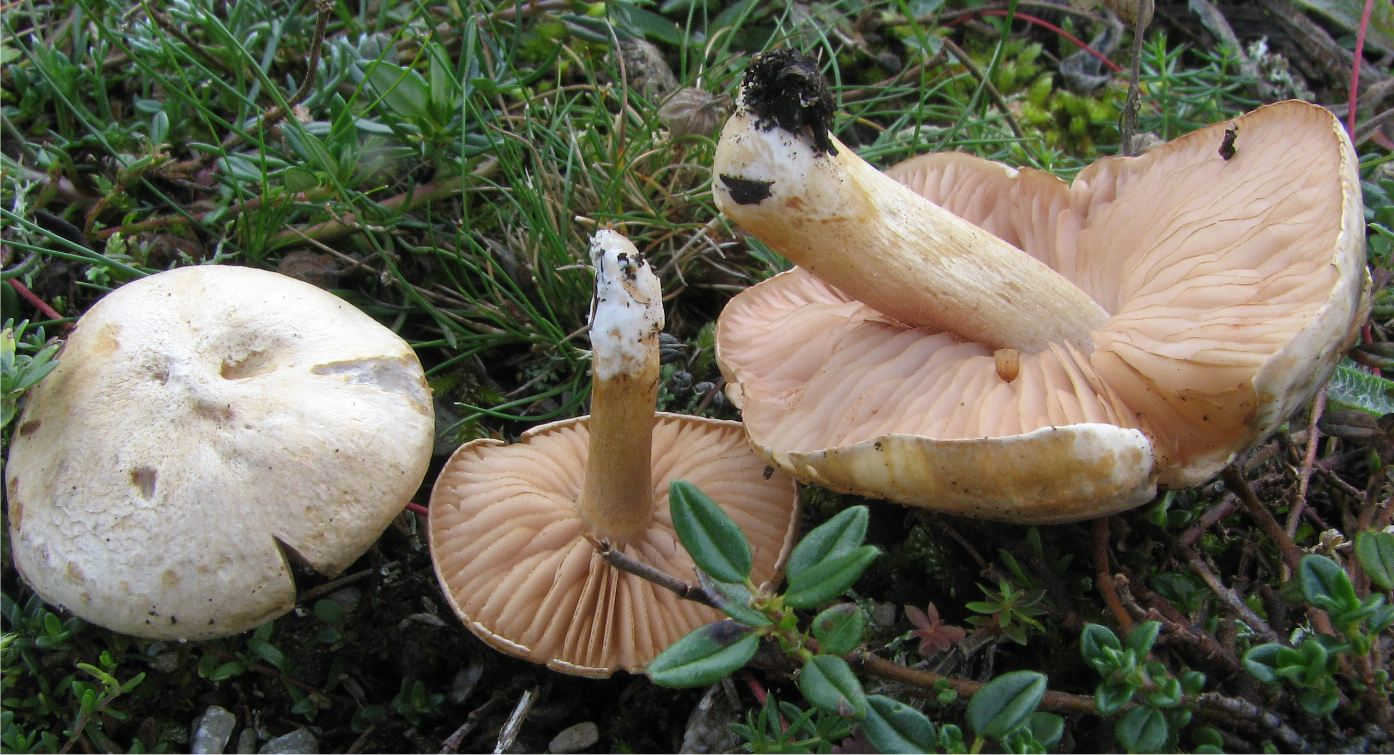
! Entoloma excentricum !
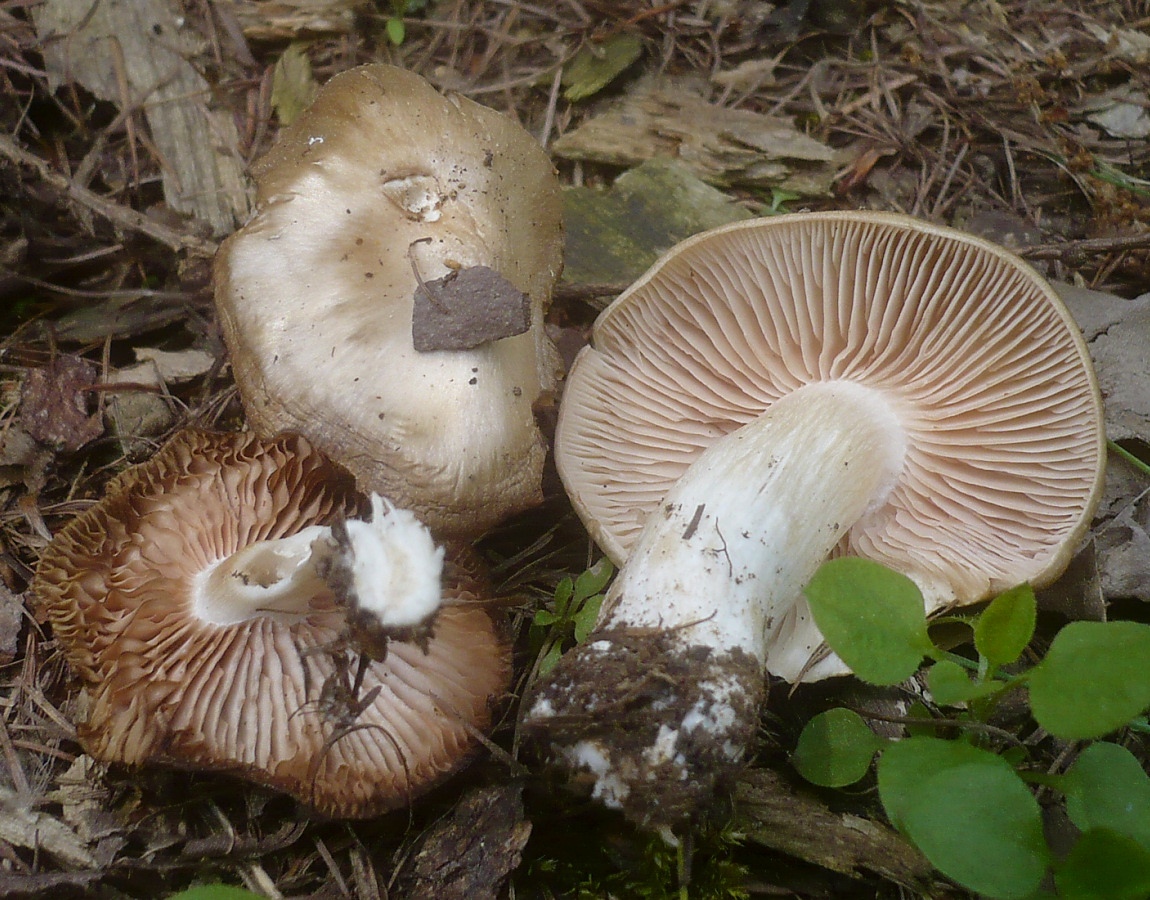
Entoloma clypeatum
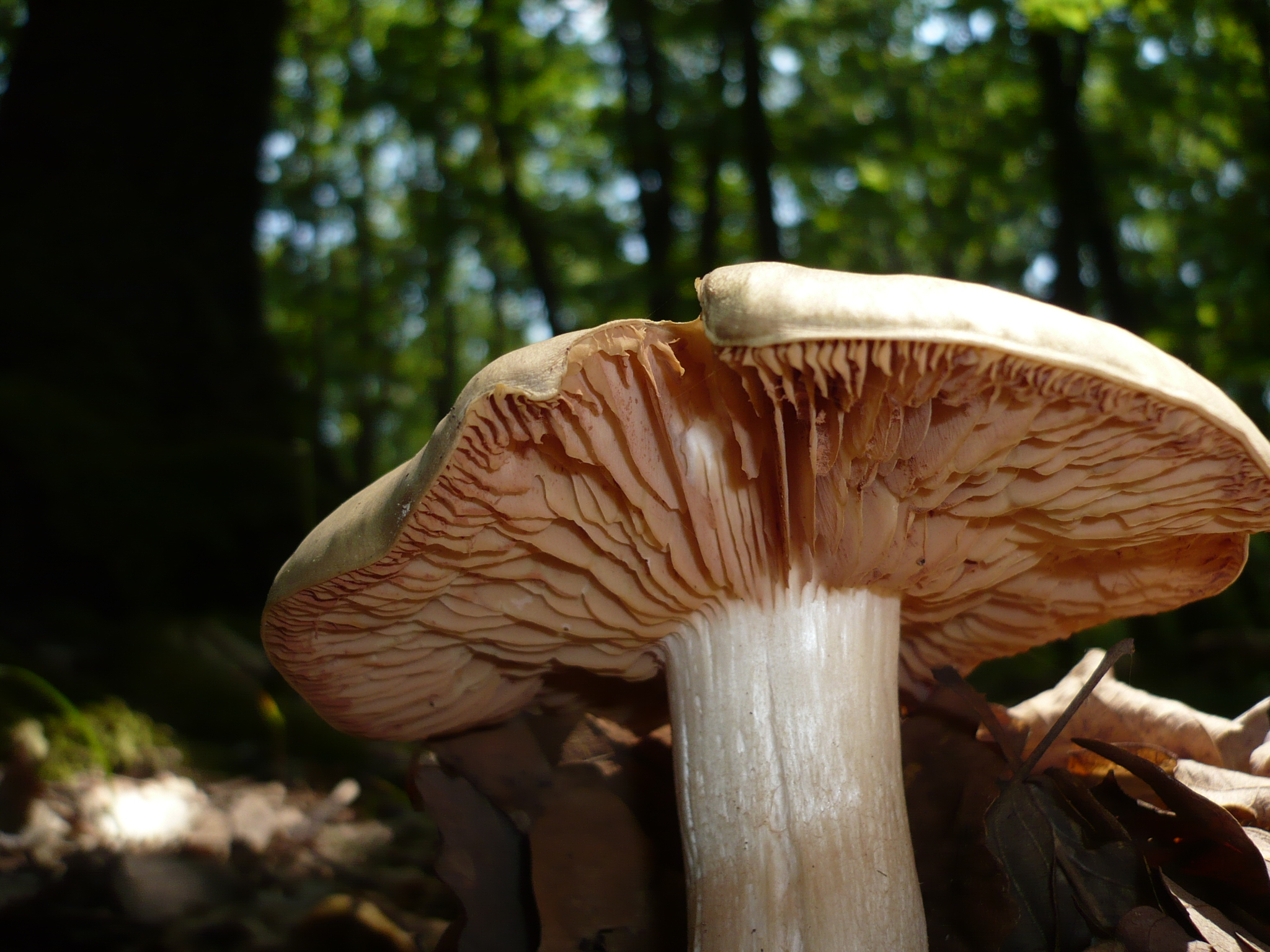
!! Entoloma sinuatum !!
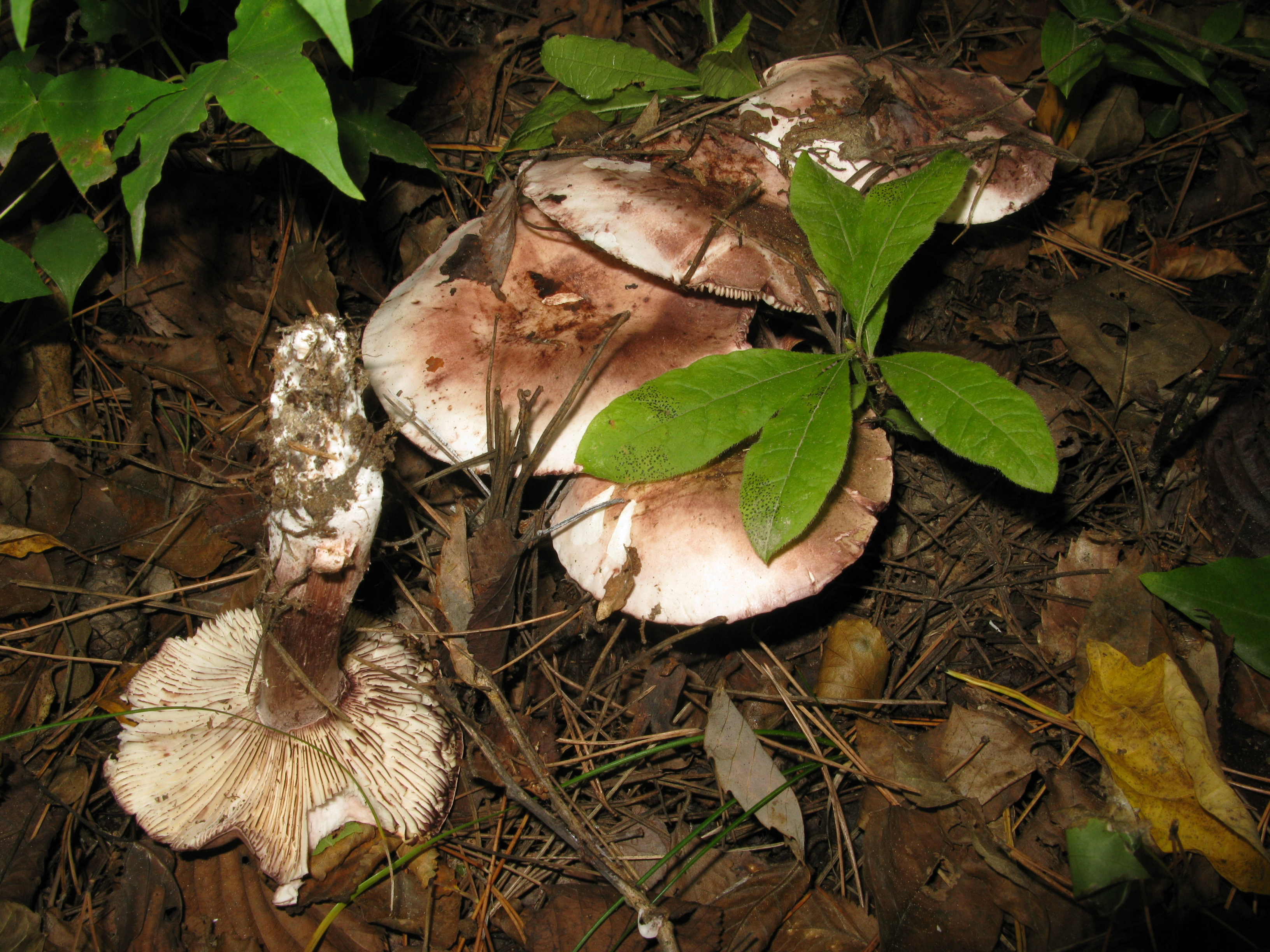
Hygrophorus russula
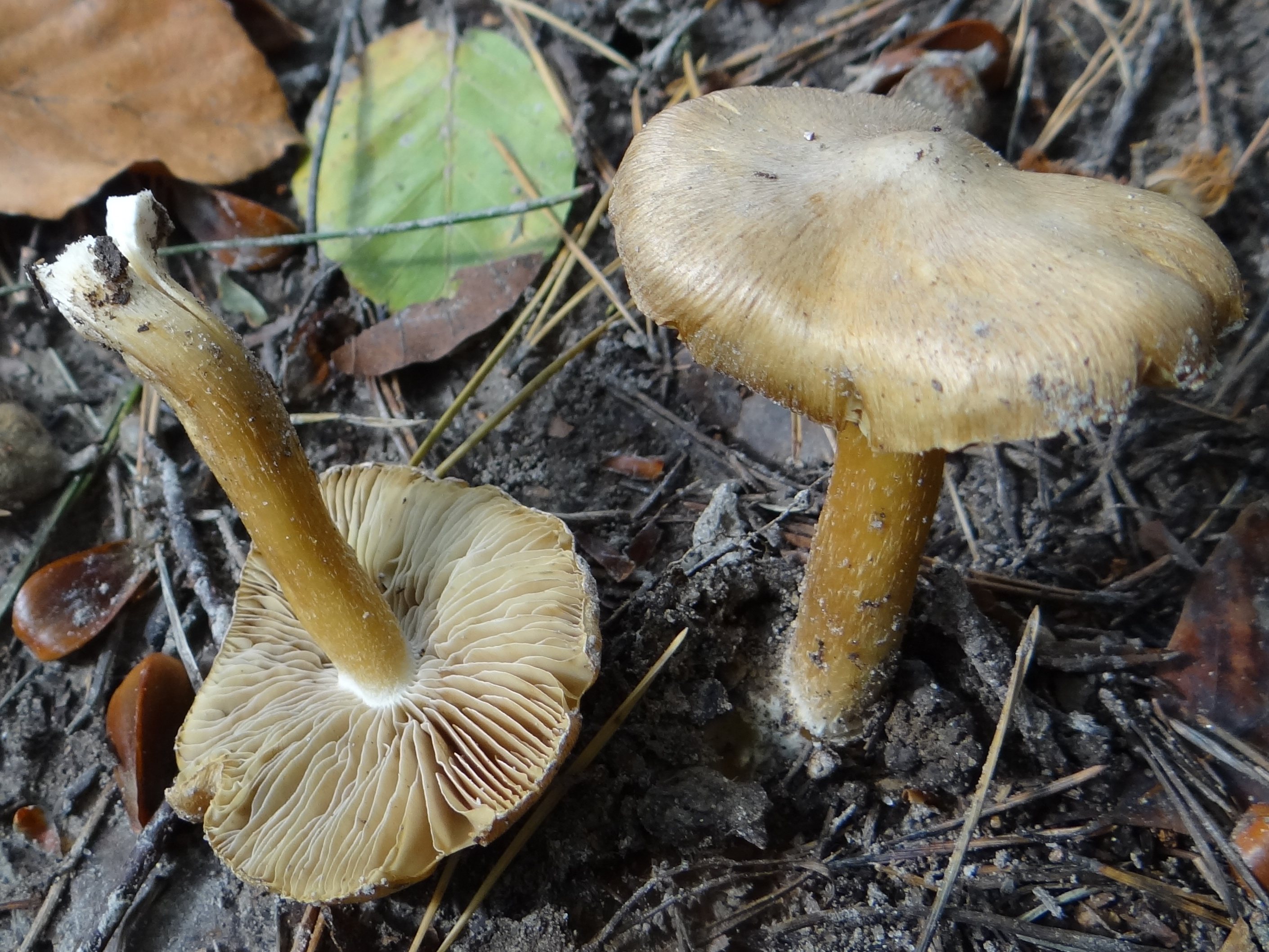
!! Inocybe cookei !!
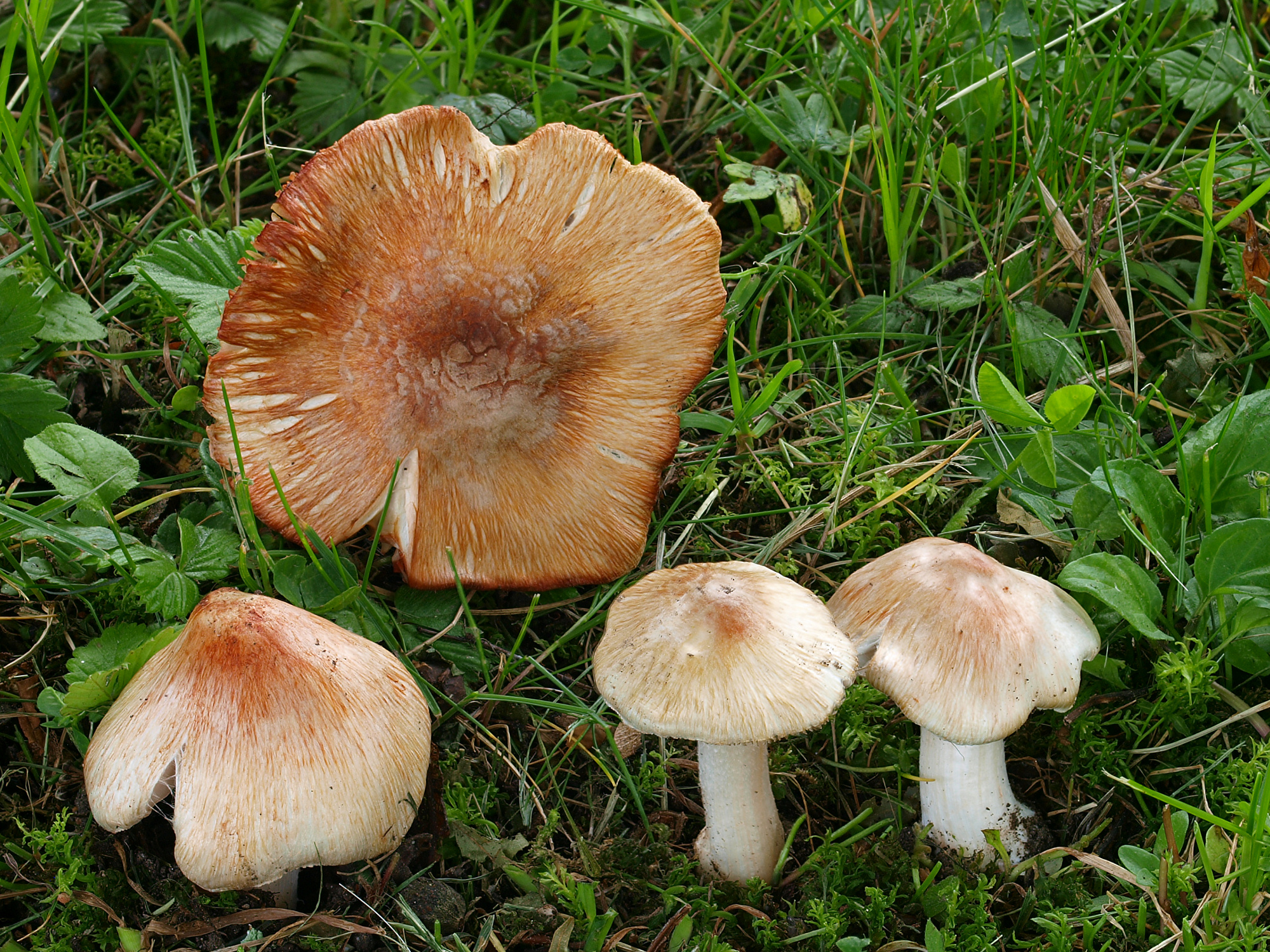
!!! Inocybe erubescens !!!
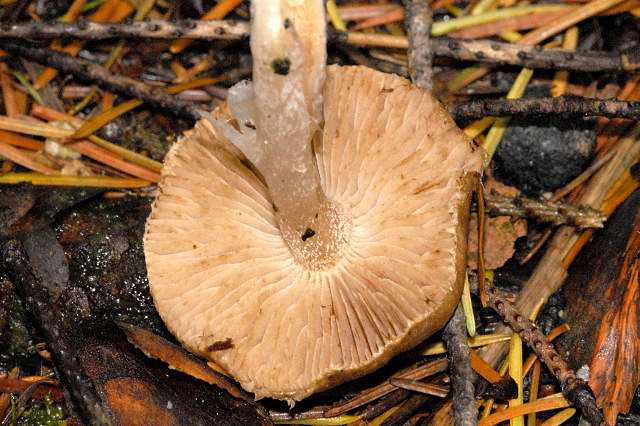
!! Inocybe.grammata !!
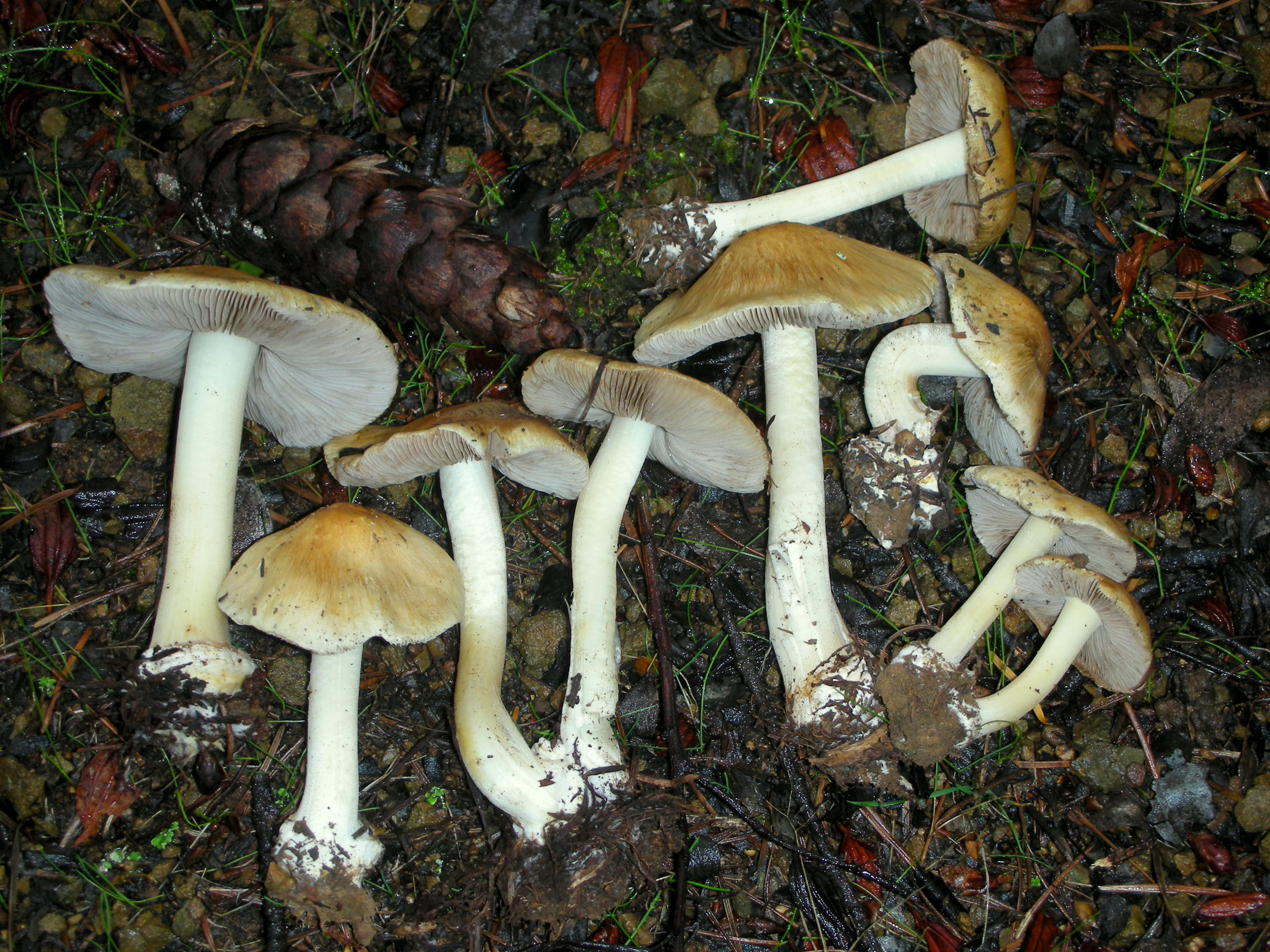
!! Inocybe mixtilis !!

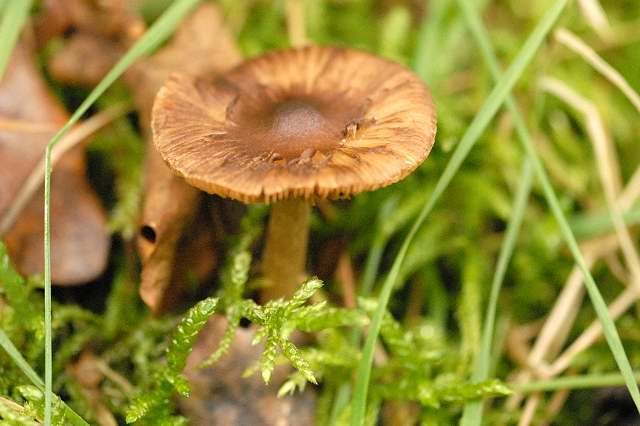
!! Inocybe.napipes !!
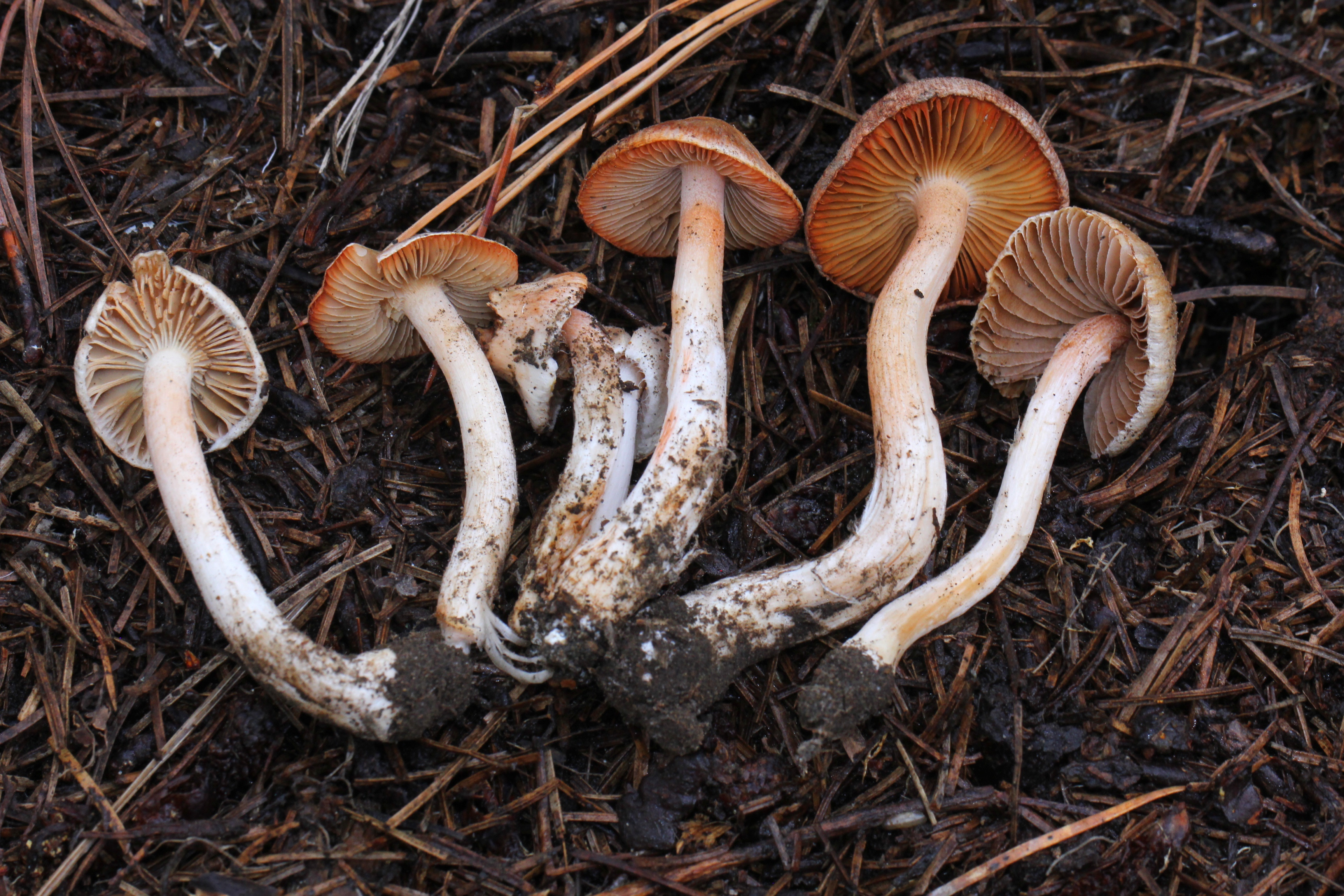
!! Inocybe pudica !!
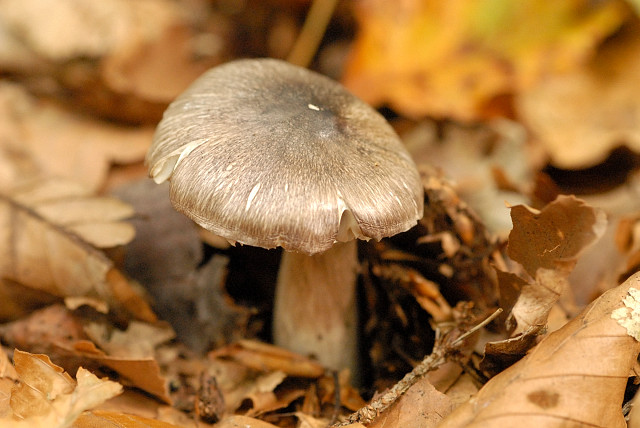
!! Inocybe.splendens !!
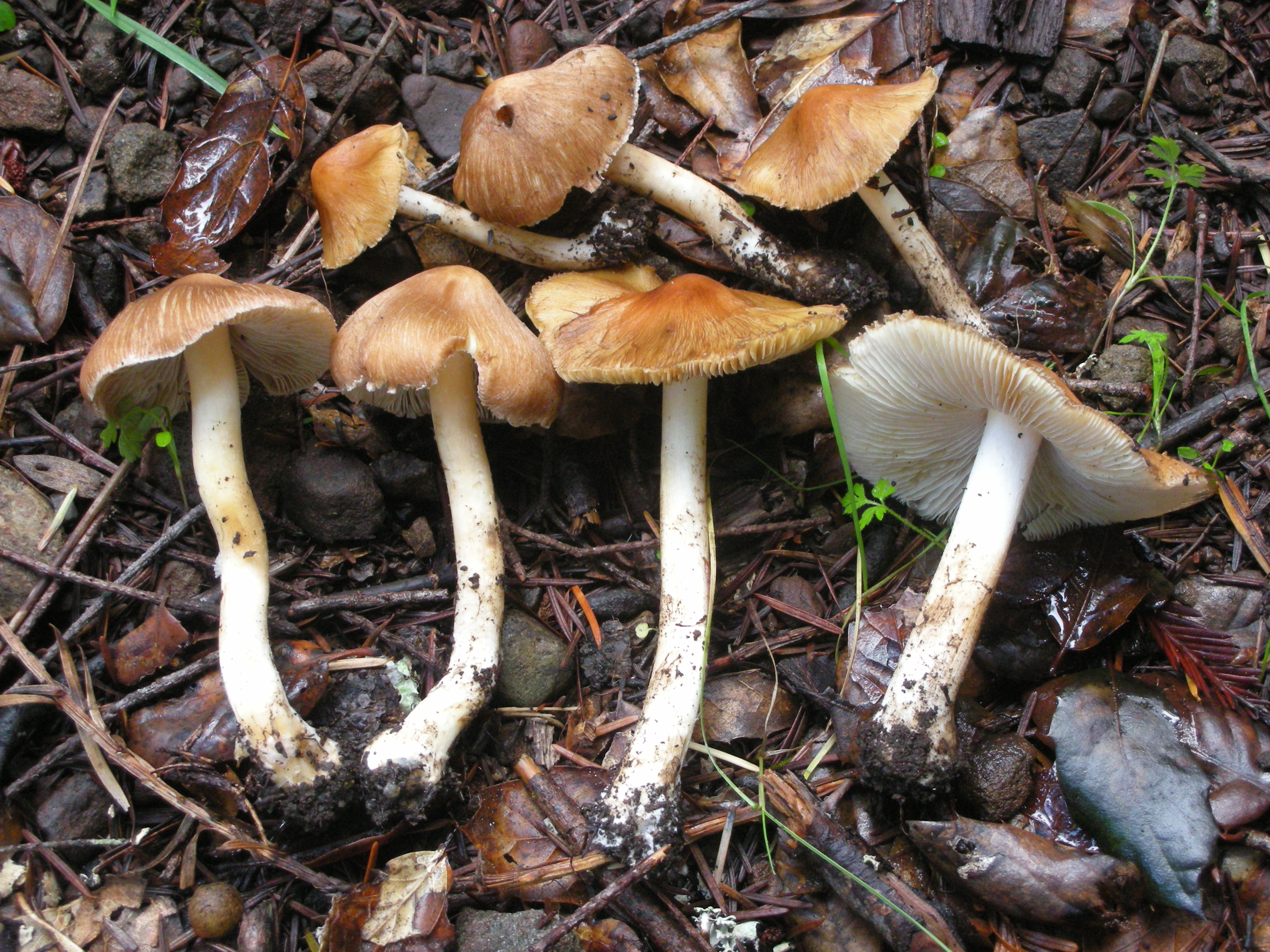
!!! Inocybe rimosa sin. perlata !!!
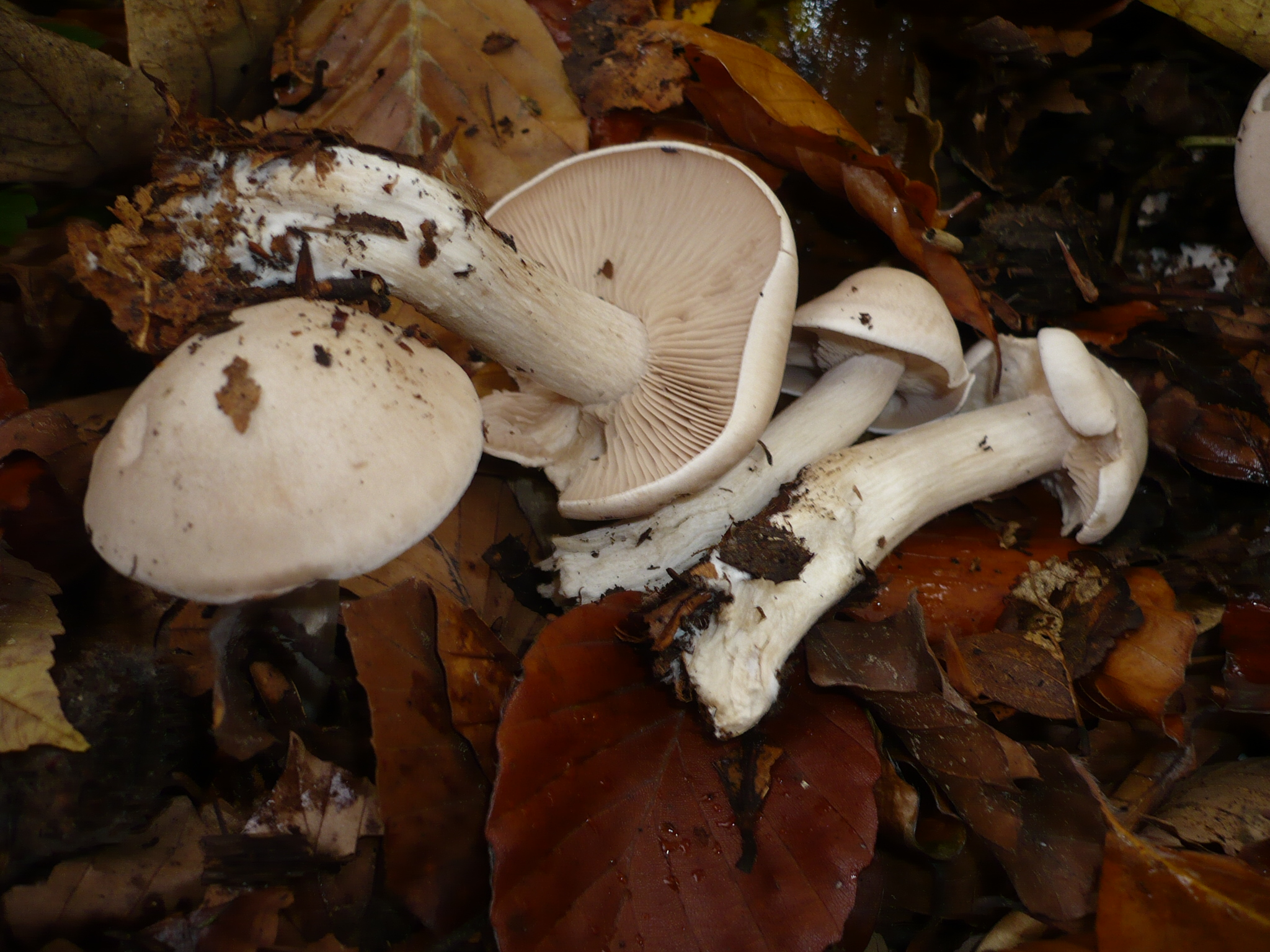
Lepista irina
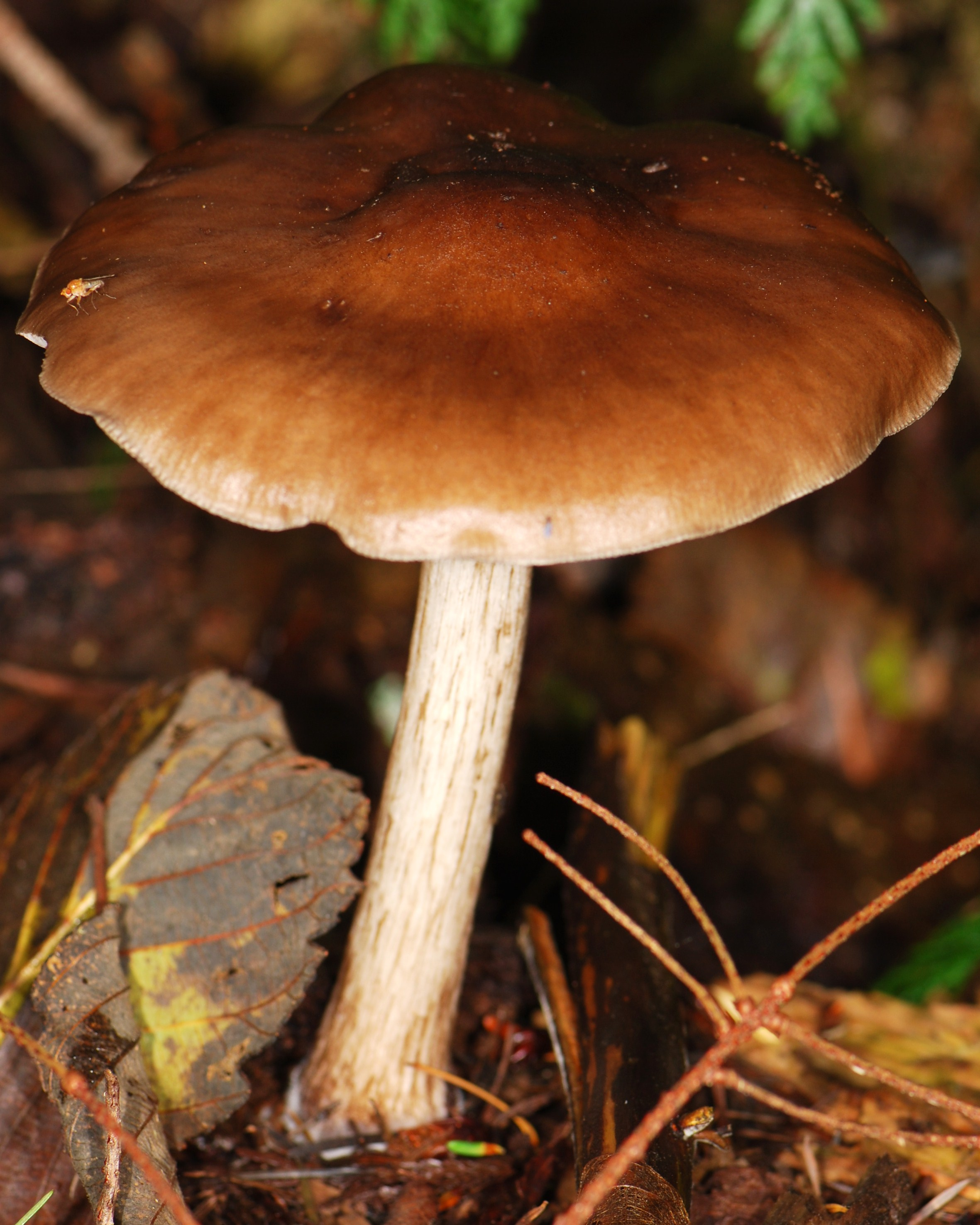
Pluteus cervinus
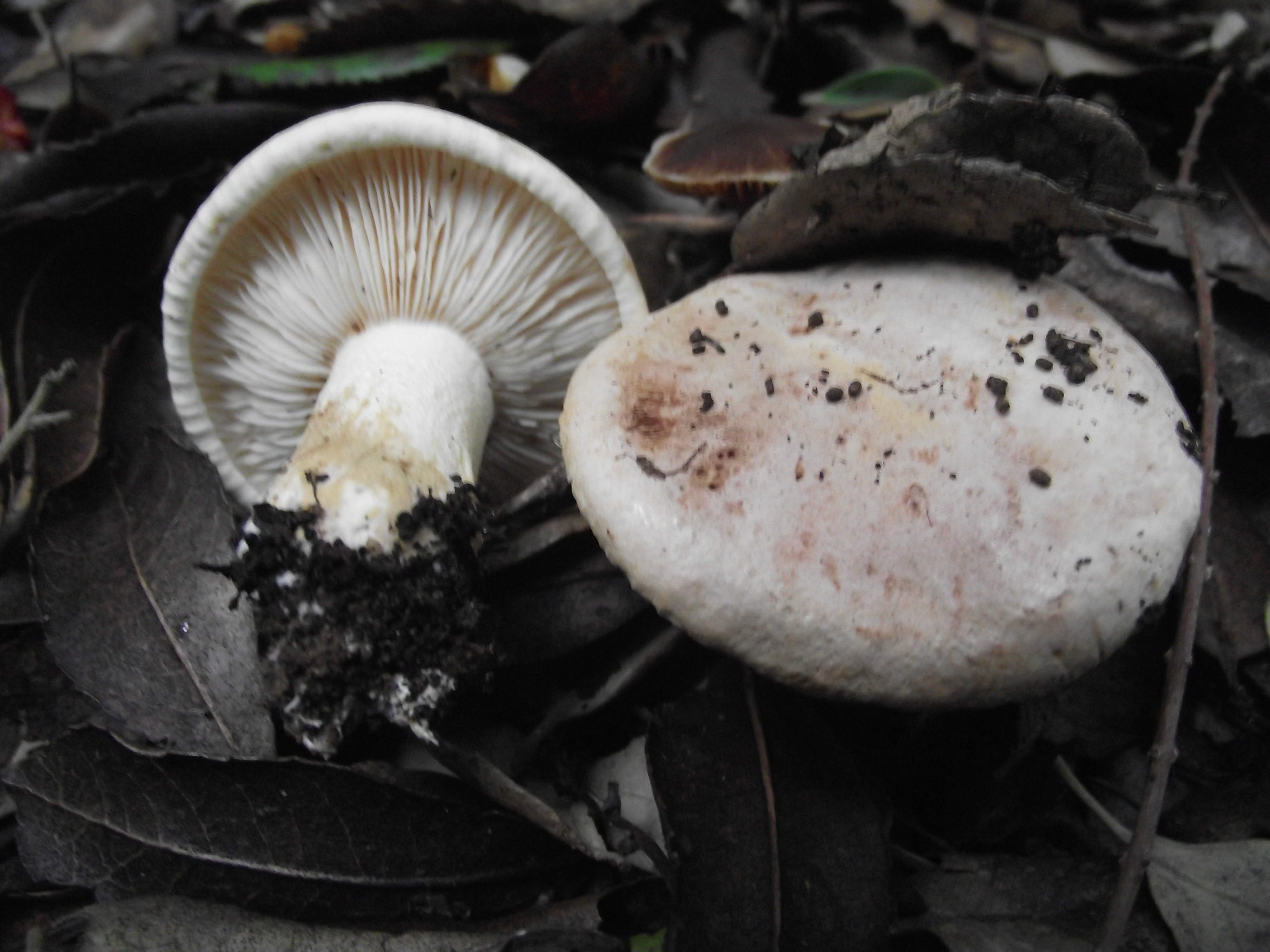
! Tricholoma acerbum !
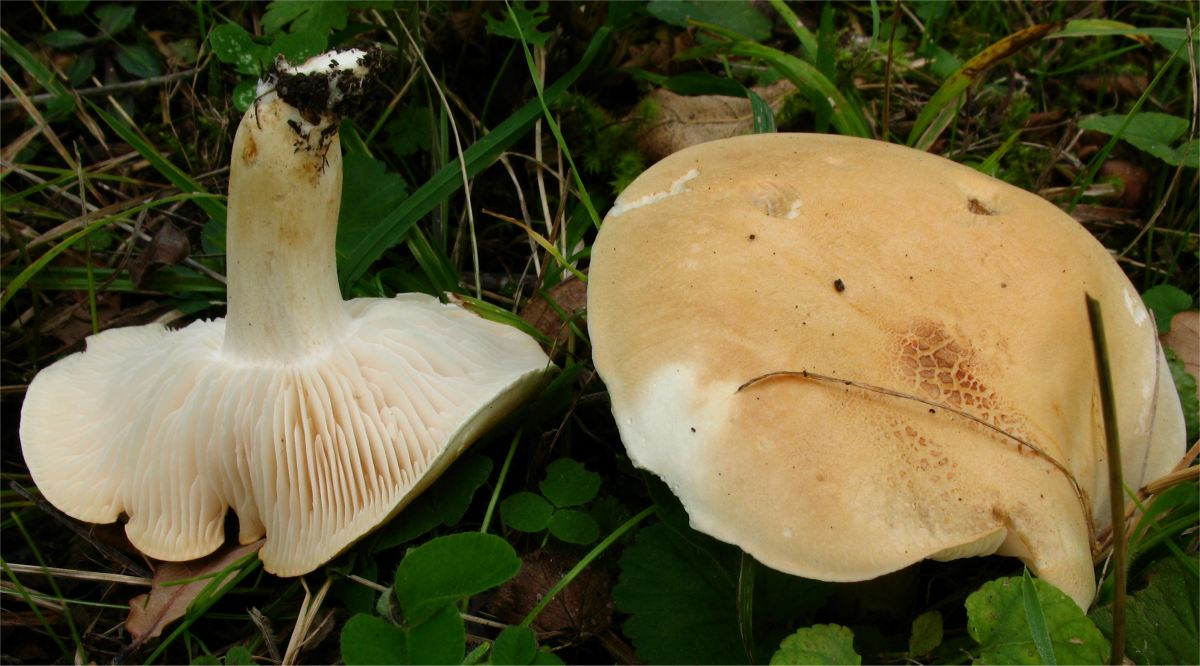
! Tricholoma lascivum !
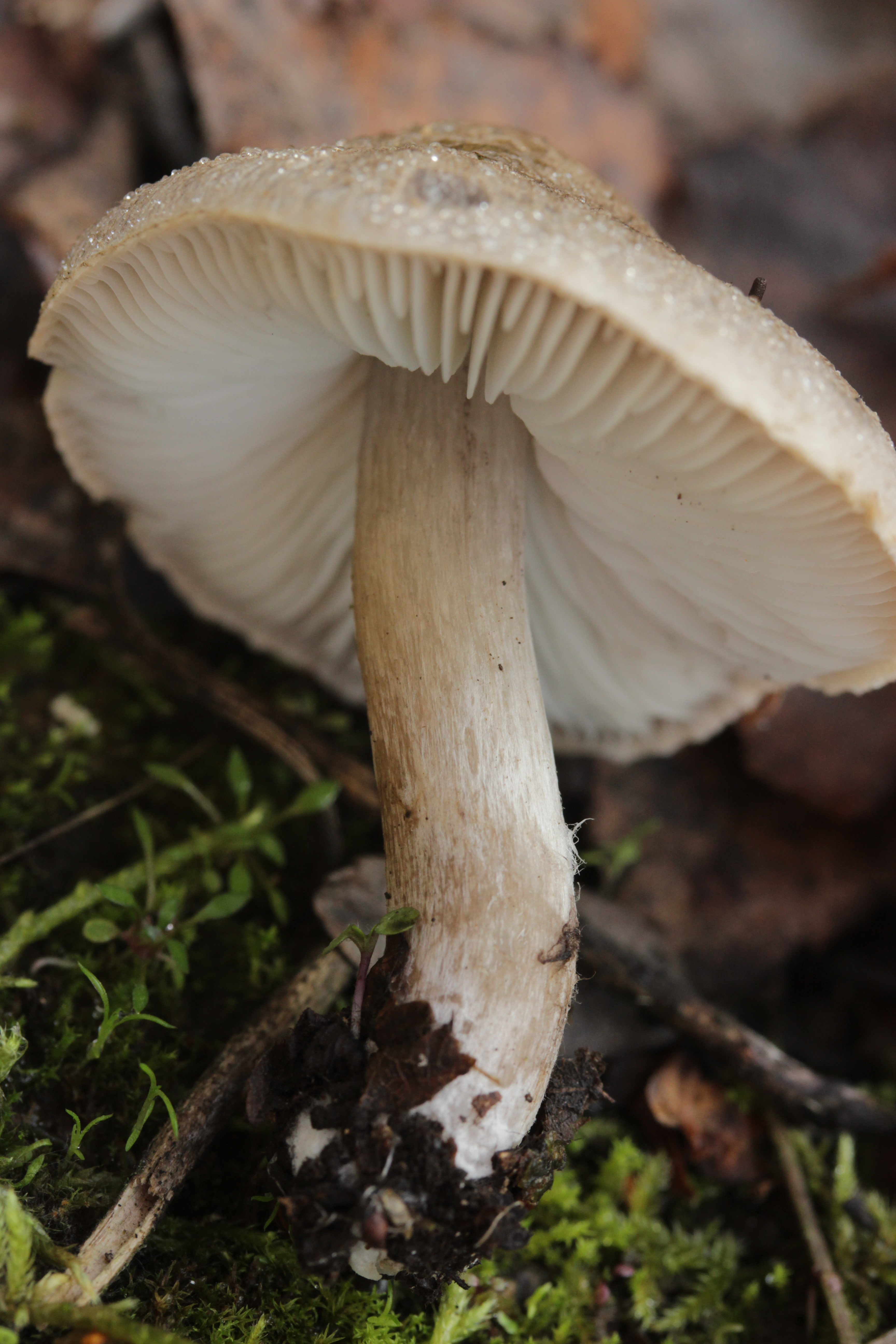
Tricholoma scalpturatum
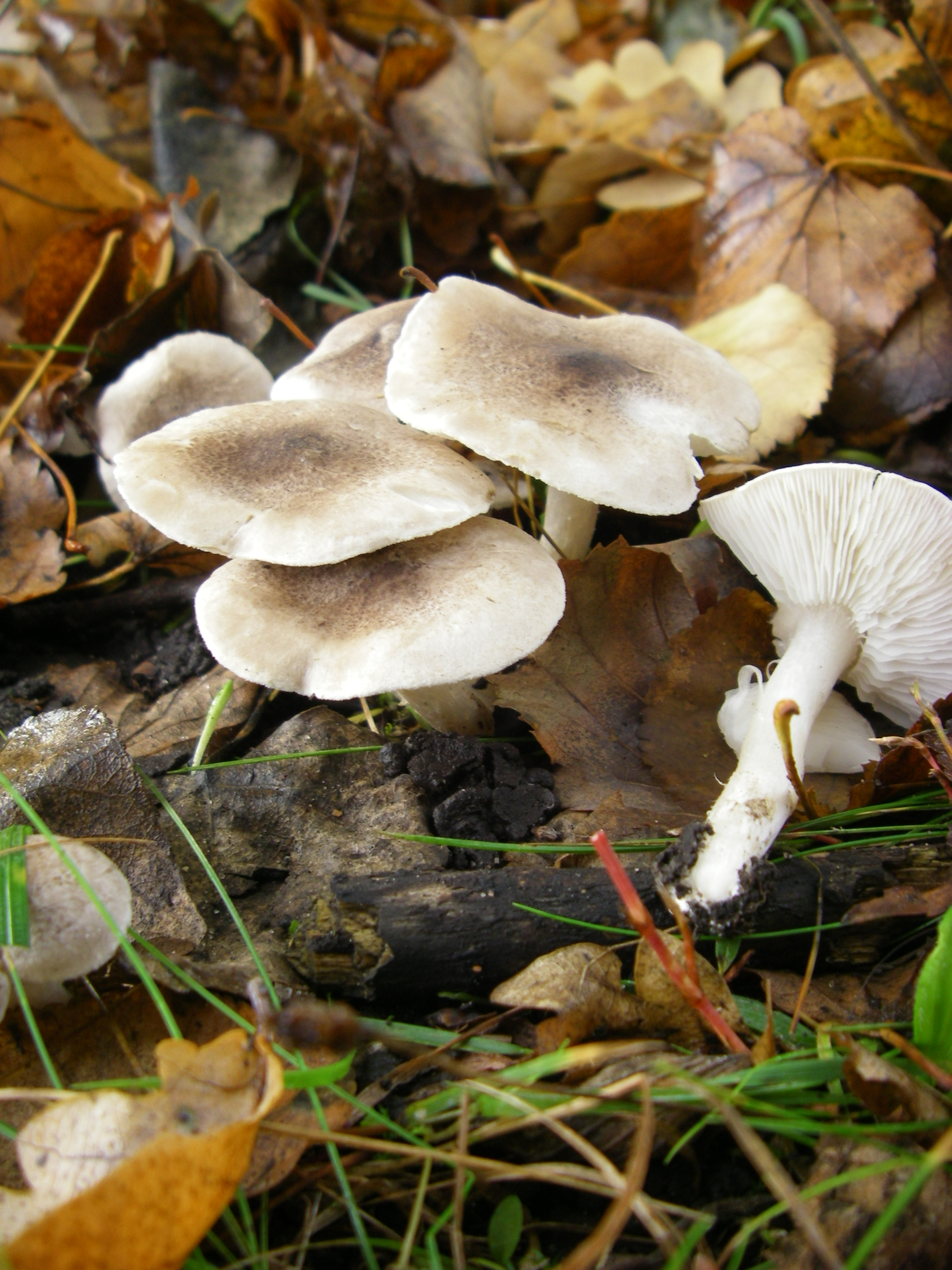
Tricholoma terreum

## Valorificare
Bureții de prun sunt consumați crud otrăvitori, dar și gătiți nu sunt de recomandat, rămânând fibroși cu un miros insistent de faină și castraveți. Mai departe, primejdia de a confunda această ciupercă cu specii extrem de otrăvitoare din genul Inocybe  este destul de mare. Din aceste două motive soiul este declarat necomestibil, nu numai în acest articol, ci și în toate publicațiile despre această specie.